# Offenbacher Fußball-Club Kickers 1901 2022-2023
Questa voce raccoglie le informazioni riguardanti il Offenbacher Fußball-Club Kickers 1901 nelle competizioni ufficiali della stagione 2022-2023.

## Stagione
Nella stagione 2022-2023 il Kickers Offenbach, allenato da Alexander Schmidt, Alfred Kaminski e Ersan Parlatan, concluse il campionato di Regionalliga Sudovest al 7º posto. In Coppa di Germania il Kickers Offenbach fu eliminato al primo turno dal Fortuna Düsseldorf.

## Rosa
| N. |                     | Ruolo | Calciatore            |
| -- | ------------------- | ----- | --------------------- |
| 1  | Germania (bandiera) | P     | Stephan Flauder       |
| 2  | Germania (bandiera) | D     | Shako Onangolo        |
| 3  | Germania (bandiera) | D     | Maximilian Rossmann   |
| 5  | Polonia (bandiera)  | D     | Sebastian Zieleniecki |
| 7  | Germania (bandiera) | C     | Rafael García         |
| 8  | Germania (bandiera) | C     | Maik Vetter           |
| 9  | Germania (bandiera) | A     | Mike Feigenspan       |
| 10 | Germania (bandiera) | C     | Semir Šarić           |
| 11 | Austria (bandiera)  | A     | Philipp Hosiner       |
| 13 | Germania (bandiera) | A     | Lucas Hermes          |
| 17 | Austria (bandiera)  | C     | Christian Derflinger  |
| 18 | Germania (bandiera) | C     | Jost Mairose          |
| 19 | Croazia (bandiera)  | A     | Noah Vuko             |
| 20 | Germania (bandiera) | A     | Dominik Wanner        |

| N. |                                 | Ruolo | Calciatore          |
| -- | ------------------------------- | ----- | ------------------- |
| 21 | Germania (bandiera)             | P     | Max Engl            |
| 23 | Germania (bandiera)             | P     | David Richter       |
| 25 | Germania (bandiera)             | C     | Björn Jopek         |
| 26 | Germania (bandiera)             | C     | Almin Mesanovic     |
| 27 | Germania (bandiera)             | D     | Jayson Breitenbach  |
| 29 | Germania (bandiera)             | P     | Michael Zadach      |
| 30 | Germania (bandiera)             | D     | Roko Mrvelj         |
| 31 | Mozambico (bandiera)            | D     | Ronny Marcos        |
| 32 | Germania (bandiera)             | D     | Vincent Giesel      |
| 33 | Germania (bandiera)             | A     | Dejan Bozic         |
| 34 | Bosnia ed Erzegovina (bandiera) | D     | Dino Kurbegović     |
| 35 | Germania (bandiera)             | A     | Damjan Balic        |
| 36 | Germania (bandiera)             | D     | Jakob Zitzelsberger |
| 39 | Germania (bandiera)             | C     | Julian Albrecht     |

## Organigramma societario
Area tecnica
- Allenatore: Alfred Kaminski
- Allenatore in seconda: Ivica Erceg
- Preparatore dei portieri:
- Preparatori atletici:
- Analisi video:

## Calciomercato

### Sessione estiva
| Acquisti | Acquisti             | Acquisti          | Acquisti |
| R.       | Nome                 | da                | Modalità |
| -------- | -------------------- | ----------------- | -------- |
| P        | Michael Zadach       | Schalke 04 II     |          |
| C        | Julian Albrecht      | Hertha Berlino    |          |
| C        | Christian Derflinger | Altglienicke      |          |
| P        | Max Engl             | Augusta II        |          |
| C        | Björn Jopek          | Viktoria Berlino  |          |
| A        | Törles Knöll         | Türkgücü          |          |
| A        | Jakob Lemmer         | Rot-Weiß Coblenza |          |
| C        | Jost Mairose         | Schott Magonza    |          |
| D        | Shako Onangolo       | Homburg           |          |
| C        | Semir Šarić          | Wuppertal         |          |
| A        | Dominik Wanner       | Magonza II        |          |
| D        | Jakob Zitzelsberger  | Pipinsried        |          |

| Cessioni | Cessioni            | Cessioni             | Cessioni |
| R.       | Nome                | a                    | Modalità |
| -------- | ------------------- | -------------------- | -------- |
| C        | Mateo Andačić       | Chemie Lipsia        |          |
| C        | Osarenren Okungbowa | WSG Swarovski Tirol  |          |
| D        | Malte Karbstein     | Waldhof Mannheim     |          |
| D        | Paul Milde          | Energie Cottbus      |          |
| C        | Tunay Deniz         | Hallescher           |          |
| A        | Mathias Fetsch      | Unterhaching         |          |
| C        | Serkan Firat        | Steinbach            |          |
| C        | Denis Huseinbašić   | Colonia              |          |
| A        | Elsamed Ramaj       | Alemannia Aquisgrana |          |
| A        | Christian Stark     | Rot-Weiß Coblenza    |          |
| P        | Angelo Tramontana   | Steinbach            |          |
| D        | Enes Zengin         | Greuther Fürth II    |          |

### Sessione invernale
| Acquisti | Acquisti        | Acquisti | Acquisti |
| R.       | Nome            | da       | Modalità |
| -------- | --------------- | -------- | -------- |
| A        | Mike Feigenspan | Meppen   |          |

| Cessioni | Cessioni     | Cessioni      | Cessioni |
| R.       | Nome         | a             | Modalità |
| -------- | ------------ | ------------- | -------- |
| A        | Jakob Lemmer | Dinamo Dresda |          |

## Risultati

### Regionalliga Sudovest

#### Girone di andata
| Arbitro: | Hildenbrand |

|            |           |  |
| Kasper 18’ | Marcatori |  |

| Arbitro: | Hasmann |

|                                                         |           |                                  |
| Derflinger 33’ Knöll 45’ Bozic 70’ Lemmer 86’ Šarić 90’ | Marcatori | 4’ (rig.) Proschwitz 90’ Asllani |

| Arbitro: | Reuter |

|            |           |  |
| Töpken 51’ | Marcatori |  |

| Arbitro: | Forster |

|                                  |           |              |
| Wanner 29’, 35’ Jopek 70’ (rig.) | Marcatori | 32’ Azaouagh |

| Arbitro: | Dennemärker |

|                           |           |                          |
| Barini 31’ Kehl-Gómez 37’ | Marcatori | 3’ Derflinger 53’ Lemmer |

| Arbitro: | Heiker |

|                           |           |          |
| Lemmer 27’, 39’ Šarić 54’ | Marcatori | 6’ Seitz |

| Arbitro: | Schneider |

|                |           |             |
| Dierberger 60’ | Marcatori | 83’ Hosiner |

| Arbitro: | Lämmle |

|                 |           |                            |
| Breitenbach 73’ | Marcatori | 83’ Matuwila 86’ Gösweiner |

| Arbitro: | Ballweg |

|  |           |                |
|  | Marcatori | 70’ Derflinger |

| Arbitro: | Eckermann |

|             |           |             |
| Hosiner 45’ | Marcatori | 51’ Pomnitz |

| Arbitro: | Reif |

|                                       |           |  |
| Zieleniecki 62’ Lemmer 82’ García 90’ | Marcatori |  |

| Arbitro: | Heiker |

|  |           |                       |
|  | Marcatori | 62’ Lemmer 68’ Hermes |

| Arbitro: | Michel |

|                                     |           |                        |
| Derflinger 14’ Bozic 70’ Wanner 84’ | Marcatori | 87’ (aut.) Breitenbach |

| Arbitro: | Prigan |

|                              |           |                       |
| Gudra 20’ Tehe 86’ Güclü 90’ | Marcatori | 10’, 55’ (rig.) Jopek |

| Arbitro: | Schneider |

|            |           |            |
| Wanner 53’ | Marcatori | 38’ Mizuta |

| Arbitro: | Heim |

|          |           |                       |
| Pepić 3’ | Marcatori | 12’ Lemmer 88’ García |

| Arbitro: | Schöller |

|                       |           |            |
| Šarić 59’ Hosiner 79’ | Marcatori | 42’ Wrusch |

#### Girone di ritorno
| Arbitro: | Dennemärker |

|                                 |           |  |
| Knöll 78’ Lemmer 83’ Marcos 87’ | Marcatori |  |

| Arbitro: | Greef |

|                             |           |           |
| Kelati 10’ Tohumcu 90’, 90’ | Marcatori | 73’ Jopek |

| Arbitro: | Bauer |

|            |           |  |
| Hermes 81’ | Marcatori |  |

| Arbitro: | Kessel |

|  |           |                 |
|  | Marcatori | 90’ Breitenbach |

| Arbitro: | Knoll |

|                           |           |           |
| Bozic 6’ Jopek 61’ (rig.) | Marcatori | 2’ Özkaya |

| Arbitro: | Reif |

|                            |           |  |
| Maiella 55’ Kindsvater 67’ | Marcatori |  |

| Arbitro: | Brombacher |

|                             |           |             |
| Breitenbach 21’, 57’ (rig.) | Marcatori | 67’ Viventi |

| Arbitro: | Erbst |

|              |           |           |
| Përdedaj 13’ | Marcatori | 71’ Bozic |

| Offenbach am Main 5 aprile 2023, ore 19:00 CEST 26ª giornata | Kickers Offenbach | 0 – 0 referto | Hessen Kassel | Stadion am Bieberer Berg (6 769 spett.)\| Arbitro: \| Hildenbrand \| |
| Arbitro:                                                     | Hildenbrand       |               |               |                                                                      |

| Arbitro: | Huthmacher |

|                             |           |                |
| Löbig 30’, 36’ Reinhard 34’ | Marcatori | 22’ Feigenspan |

| Arbitro: | Wilke |

|             |           |            |
| Antlitz 10’ | Marcatori | 11’ García |

| Arbitro: | Hasmann |

|  |           |                |
|  | Marcatori | 86’ Kastanaras |

| Arbitro: | Satriano |

|           |           |  |
| Röser 72’ | Marcatori |  |

| Arbitro: | Kessel |

|  |           |                         |
|  | Marcatori | 22’ Korte 60’ Kirchhoff |

| Arbitro: | Brombacher |

|                        |           |  |
| Schmidt 13’ Mizuta 72’ | Marcatori |  |

| Arbitro: | Lämmle |

|                       |           |              |
| Jopek 56’ Hosiner 81’ | Marcatori | 14’ Häringer |

| Arbitro: | Hofheinz |

|  |           |           |
|  | Marcatori | 78’ Jopek |

### Coppa di Germania
| Arbitro: | Cortus |

|            |           |                                            |
| Lemmer 57’ | Marcatori | 34’ Hoffmann 54’ Peterson 71’, 79’ Ginczek |

## Statistiche

### Statistiche di squadra
| Competizione      | Punti | In casa | In casa | In casa | In casa | In casa | In casa | In trasferta | In trasferta | In trasferta | In trasferta | In trasferta | In trasferta | Totale | Totale | Totale | Totale | Totale | Totale | DR  |
| Competizione      | Punti | G       | V       | N       | P       | Gf      | Gs      | G            | V            | N            | P            | Gf           | Gs           | G      | V      | N      | P      | Gf     | Gs     | DR  |
| ----------------- | ----- | ------- | ------- | ------- | ------- | ------- | ------- | ------------ | ------------ | ------------ | ------------ | ------------ | ------------ | ------ | ------ | ------ | ------ | ------ | ------ | --- |
| Regionalliga      | 55    | 17      | 11      | 3       | 3       | 32      | 16      | 17           | 5            | 4            | 8            | 16           | 22           | 34     | 16     | 7      | 11     | 48     | 38     | +10 |
| Coppa di Germania | -     | 1       | 0       | 0       | 1       | 1       | 4       | 0            | 0            | 0            | 0            | 0            | 0            | 1      | 0      | 0      | 1      | 1      | 4      | -3  |
| Totale            | 55    | 18      | 11      | 3       | 4       | 33      | 20      | 17           | 5            | 4            | 8            | 16           | 22           | 35     | 16     | 7      | 12     | 49     | 42     | +7  |

### Andamento in campionato
| Giornata  | 1  | 2 | 3  | 4 | 5 | 6 | 7 | 8 | 9 | 10 | 11 | 12 | 13 | 14 | 15 | 16 | 17 | 18 | 19 | 20 | 21 | 22 | 23 | 24 | 25 | 26 | 27 | 28 | 29 | 30 | 31 | 32 | 33 | 34 |
| --------- | -- | - | -- | - | - | - | - | - | - | -- | -- | -- | -- | -- | -- | -- | -- | -- | -- | -- | -- | -- | -- | -- | -- | -- | -- | -- | -- | -- | -- | -- | -- | -- |
| Luogo     | T  | C | T  | C | T | C | T | C | T | C  | C  | T  | C  | T  | C  | T  | C  | C  | T  | C  | T  | C  | T  | C  | T  | C  | T  | T  | C  | T  | C  | T  | C  | T  |
| Risultato | P  | V | P  | V | N | V | N | P | V | N  | V  | V  | V  | P  | N  | V  | V  | V  | P  | V  | V  | V  | P  | V  | N  | N  | P  | N  | P  | P  | P  | P  | V  | V  |
| Posizione | 11 | 3 | 10 | 7 | 7 | 4 | 7 | 9 | 9 | 10 | 5  | 4  | 3  | 6  | 7  | 6  | 4  | 3  | 5  | 5  | 4  | 2  | 4  | 3  | 2  | 4  | 5  | 5  | 6  | 7  | 8  | 8  | 7  | 7  |

Legenda:

Luogo: C = Casa; T = Trasferta. Risultato: V = Vittoria; N = Pareggio; P = Sconfitta.

### Statistiche dei giocatori
| Giocatore        | Regionalliga | Regionalliga | Regionalliga | Regionalliga | Coppa di Germania | Coppa di Germania | Coppa di Germania | Coppa di Germania | Totale   | Totale | Totale      | Totale     |
| Giocatore        | Presenze     | Reti         | Ammonizioni  | Espulsioni   | Presenze          | Reti              | Ammonizioni       | Espulsioni        | Presenze | Reti   | Ammonizioni | Espulsioni |
| ---------------- | ------------ | ------------ | ------------ | ------------ | ----------------- | ----------------- | ----------------- | ----------------- | -------- | ------ | ----------- | ---------- |
| J. Albrecht      | 23           | 0            | 1            | 0            | 0                 | 0                 | 0                 | 0                 | 23       | 0      | 1           | 0          |
| D. Balic         | 6            | 0            | 0            | 0            | 0                 | 0                 | 0                 | 0                 | 6        | 0      | 0           | 0          |
| D. Bozic         | 21           | 4            | 3            | 0            | 1                 | 0                 | 0                 | 0                 | 22       | 4      | 3           | 0          |
| J. Breitenbach   | 28           | 4            | 4            | 1            | 1                 | 0                 | 0                 | 0                 | 29       | 4      | 4           | 1          |
| C. Derflinger    | 27           | 4            | 2            | 0            | 1                 | 0                 | 0                 | 0                 | 28       | 4      | 2           | 0          |
| M. Engl          | 8            | 0            | 1            | 0            | 0                 | 0                 | 0                 | 0                 | 8        | 0      | 1           | 0          |
| M. Feigenspan    | 12           | 1            | 1            | 0            | 0                 | 0                 | 0                 | 0                 | 12       | 1      | 1           | 0          |
| S. Flauder       | 0            | 0            | 0            | 0            | 0                 | 0                 | 0                 | 0                 | 0        | 0      | 0           | 0          |
| R. García        | 30           | 3            | 6            | 0            | 1                 | 0                 | 0                 | 0                 | 31       | 3      | 6           | 0          |
| V. Giesel        | 25           | 0            | 3            | 0            | 0                 | 0                 | 0                 | 0                 | 25       | 0      | 3           | 0          |
| L. Hermes        | 31           | 2            | 2            | 0            | 1                 | 0                 | 0                 | 0                 | 32       | 2      | 2           | 0          |
| P. Hosiner       | 28           | 4            | 3            | 0            | 0                 | 0                 | 0                 | 0                 | 28       | 4      | 3           | 0          |
| B. Jopek         | 30           | 7            | 12           | 1            | 1                 | 0                 | 0                 | 0                 | 31       | 7      | 12          | 1          |
| C. Karakus       | 1            | 0            | 0            | 0            | 0                 | 0                 | 0                 | 0                 | 1        | 0      | 0           | 0          |
| T. Knöll         | 13           | 2            | 1            | 0            | 1                 | 0                 | 0                 | 0                 | 14       | 2      | 1           | 0          |
| D. Kurbegović    | 4            | 0            | 0            | 0            | 0                 | 0                 | 0                 | 0                 | 4        | 0      | 0           | 0          |
| J. Lemmer        | 20           | 8            | 0            | 0            | 1                 | 1                 | 0                 | 0                 | 21       | 9      | 0           | 0          |
| J. Mairose       | 13           | 0            | 3            | 0            | 1                 | 0                 | 0                 | 0                 | 14       | 0      | 3           | 0          |
| R. Marcos        | 29           | 1            | 5            | 0            | 1                 | 0                 | 1                 | 0                 | 30       | 1      | 6           | 0          |
| A. Mesanovic     | 9            | 0            | 1            | 0            | 0                 | 0                 | 0                 | 0                 | 9        | 0      | 1           | 0          |
| R. Mrvelj        | 0            | 0            | 0            | 0            | 0                 | 0                 | 0                 | 0                 | 0        | 0      | 0           | 0          |
| O. Okungbowa     | 0            | 0            | 0            | 0            | 0                 | 0                 | 0                 | 0                 | 0        | 0      | 0           | 0          |
| S. Onangolo      | 12           | 0            | 1            | 0            | 1                 | 0                 | 0                 | 0                 | 13       | 0      | 1           | 0          |
| D. Richter       | 26           | 0            | 0            | 0            | 1                 | 0                 | 0                 | 0                 | 27       | 0      | 0           | 0          |
| M. Rossmann      | 17           | 0            | 8            | 0            | 0                 | 0                 | 0                 | 0                 | 17       | 0      | 8           | 0          |
| M. Vetter        | 16           | 0            | 4            | 0            | 0                 | 0                 | 0                 | 0                 | 16       | 0      | 4           | 0          |
| N. Vuko          | 1            | 0            | 0            | 0            | 0                 | 0                 | 0                 | 0                 | 1        | 0      | 0           | 0          |
| D. Wanner        | 24           | 4            | 6            | 0            | 1                 | 0                 | 0                 | 0                 | 25       | 4      | 6           | 0          |
| M. Zadach        | 2            | 0            | 0            | 0            | 0                 | 0                 | 0                 | 0                 | 2        | 0      | 0           | 0          |
| S. Zieleniecki   | 24           | 1            | 6            | 0            | 1                 | 0                 | 0                 | 0                 | 25       | 1      | 6           | 0          |
| J. Zitzelsberger | 17           | 0            | 4            | 0            | 1                 | 0                 | 0                 | 0                 | 18       | 0      | 4           | 0          |
| S. Šarić         | 30           | 3            | 4            | 0            | 1                 | 0                 | 0                 | 0                 | 31       | 3      | 4           | 0          |